# La Chapelle-sur-Furieuse
La Chapelle-sur-Furieuse é uma comuna francesa na região administrativa de Borgonha-Franco-Condado, no departamento de Jura. Estende-se por uma área de 9,03 km². Em 2010 a comuna tinha 312 habitantes (densidade: 34,6 hab./km²).